# Senato del Colorado
Il Senato del Colorado è la camera alta dell'Assemblea Generale dello Stato. Esso si riunisce, insieme al Camera dei rappresentanti, al Campidoglio di Denver.
È composto da 35 membri eletti in distretti uninominali, e ogni distretto ha una popolazione di circa 123.000 persone secondo il censimento del 2000. I senatori sono eletti ogni quattro anni, e sono limitati a due mandati consecutivi. I senatori che hanno ricoperto due mandati di fila possono candidarsi nuovamente dopo un mandato (quattro anni) di riposo.

## Storia
La prima sessione dell'Assemblea generale del Colorado ebbe luogo il 1º novembre 1876 fino al 20 marzo 1877. Lafayette Head fu il primo Presidente del Senato.
Il vice governatore ricoprì la carica di Presidente del Senato fino al 1974, quando l'Articolo V, Sezione 10 della Costituzione dello stato fu modificata, consentendo al Senato il diritto di eleggere uno dei propri membri come Presidente. Fred Anderson fu il primo presidente eletto del Senato dopo l'emendamento. Ruth Stockton fu la prima donna a diventare presidente pro tempore del Senato, dal 1979 al 1980.

## Mandato e candidabilità
Il Senato del Colorado è costituito da 35 membri eletti ogni quattro anni; i senatori dello stato sono limitati a due mandati consecutivi, ma possono ricandidarsi dopo la pausa di un mandato. Quando un seggio diviene vacante, la nomina in sostituzione viene effettuata dai comitati politici piuttosto che con elezioni suppletive. I nominati in sostituzione che entrano in carica nella prima metà del mandato del senatore, devono candidarsi alla successiva elezione nel successivo anno pari per ottenere il consenso a ricoprire la seconda metà del mandato per il quale il senatore era stato in origine eletto.